# Uraš
Uraš (auch Urasch) ist eine sumerische Gottheit. Er ist zunächst der Stadtgott von Dilbat. Später wird er mit An, dem nominell höchsten Gott des sumerischen Pantheons und mit Ninurta gleichgesetzt. Zu unterscheiden ist die männliche Gottheit von der sumerischen Erdgöttin Uraš.